# طاريق فوسو
طاريق فوسو (بالإنجليزية: Tariqe Fosu) (مواليد 5 نوفمبر 1995) هو لاعب كرة قدم غاني يلعب في مركز الجناح الأيسر في نادي برينتفورد ومنتخب غانا.

## روابط خارجية
- طاريق فوسو على موقع قاعدة بيانات كرة القدم.إي يو (الإنجليزية)
- طاريق فوسو على موقع ناشيونال فوتبول تيمز (الإنجليزية)
- طاريق فوسو على موقع Soccerbase.com (لاعب) (الإنجليزية)
- طاريق فوسو على موقع Soccerway.com (الإنجليزية)
- طاريق فوسو على موقع عالم كرة القدم.نت (الإنجليزية)